# Блесинг Окагбаре
Блесинг Огневресем Окагбаре-Отегери (енгл. Blessing Oghnewresem Okagbare-Otegheri; Сапеле, 9. октобар 1988.) некадашња је нигеријска атлетичарка који се такмичила у скоку даљ и у спринту. Освајачица је олимпијских и светских медаља у скоку у даљ и медаље на Светском првенству у трци на 200 метара. Окагбаре такође држи женски рекорд Игара Комонвелта на 100 метара са 10,85 секунди. Она тренутно служи десетогодишњу казну због кршења више антидопинг правила Светске атлетике. Њена забрана истиче 30. јула 2032.
Блесинг је са резултатом од 10,79 секунди била афричка рекордерка у трци на 100 метара све док Миријел Ауре није оборила овај рекорд 2016. године. 17. јуна 2021. Окагбаре је 2021. трчала, уз недозвољено јак ветар у леђа, 10,63 секунди на 100 м. Окагбаре је држала афрички рекорд у трци на 200 м са временом од 22,04 секунде из 2018. годиние. Овај рекорд оборила је Кристин Мбоме, која је истрчала 21,78 с у 2021. години. 
Окагбаре је суспендована након што није прошла допинг тест 31. јула 2021. током Олимпијских игара у Токију. 18. фебруара 2022. објављено је да јој је забрањено бављење атлетиком на период од 10 година почевши од 30. јула 2021. због вишеструког кршења антидопинг правила Светске атлетике. Након саслушања у Јединици за атлетски интегритет (АИУ) на којем је утврђено да је узимала и људски хормон раста и ЕПО током дужег периода и да није сарађивала са истрагом, Окагбаре је суспендована на десет година. Дана 23. јуна 2022, АИУ је објавио да је забрана за Окагбаре продужена за још годину дана због даљих прекршаја антидопинг правила.

## Каријера

### Одрастање
Окагбаре потиче из Урхобо заједнице у Нигерији. С обзиром на њену атлетску грађу, наставници и породица су је подстицали да се бави спортом. У почетку је играла фудбал у средњој школи, а касније, 2004. почела је да се интересује за атлетику.

### Олимпијска медаља 2008.
Као 19-годишњакиња, освојила је сребрну медаљу у скоку удаљ  на Олимпијским играма 2008. у Пекингу. Изабрана је да се такмичи на Светском првенству 2009., али није стартовала ни на 100 м, нити у скок у даљ.

### Медаља у Москви 2013.
У Лондону 2012. Окагбаре је учествовала на својим другим Олимпијским играма. Пласирала се на осмо место у финалу трке на 100 метара са резултатом 11.01 с.
На Светском првенству 2013. у Москви Окагбаре је освојила сребрну медаљу у скоку у даљ. Њен скок од 6,99 м ставио је на друго место иза Бритни Рис а испред Иване Шпановић. У трци на 100 м заузела је шесто место у финалу са резултатом 11.04 с. У трци на 200 метара освојила је бронзану медаљу.

### Олимпијске игре у Рију 2016.
На Олимпијским играма у Рију 2016. није стигла до финала на 100 метара, али је са нигеријским спринтеркама била 8. у финалу трке штафета 4 × 100 м.

### Олимпијске игре у Токију 2020.
Окагбаре је, након победе у квалификацијама на 100 метара са временом 11.05 секунди, суспендована 31. јула 2021. након што је пала на антидопинг тесту урађеном 19. јула 2021. Окагбаре је била позитивна на недозвољеуну супстанцу људски хормон раста.

### Забрана Јединице за атлетски интегритет (АИУ) 2022.
АИУ је 18. фебруара 2022. објавио да је Окагбаре изречена  забрана од 10 година одсуствовања са атлетских такмичења због „вишеструког кршења антидопинг правила“. Атлетско тело је саопштило да је Окагбаре добила забрану од пет година због употребе више забрањених супстанци и још пет година због несарадње са истрагом. Нигеријска спринтерка је 19. фебруара 2022. реаговала на казну Атлетске јединице за интегритет (АИУ) тако што је на својој верификованој Инстаграм страници написала да њени адвокати тренутно проучавају оптужбе, те да ће она "обавестити јавност о томе".

## Приватно
У септембру 2014. Блесинг се удала за нигеријског фудбалера Игоа Отегерија.

## Статистика

### Лични рекорди
- 60 метара – 7,10 с ( Фејетвил, 2021)
- 100 метара – 10,79 с (ветар +1,1 м/с, Лондон 2013)
- 200 метара – 22.04 с ( Абилејн, 2018)
- Скок удаљ –  7.00 м (Монако, 2013)
- Троскок –  14.13 м (Лагос, 2007; јуниорски рекорд африке)

### Међународна такмичења
| Година | Такмичење                          | Место                         | Позиција      | Дисциплина | Резултат         | Белешка |
| ------ | ---------------------------------- | ----------------------------- | ------------- | ---------- | ---------------- | ------- |
| 2006   | Светско првенство за јуниоре       | Пекинг, Кина                  | Полуфинале    | Скок удаљ  | 5.97 м           |         |
| 2006   | Светско првенство за јуниоре       | Пекинг, Кина                  | Полуфинале    | Троскок    | 12.81 м          |         |
| 2008   | Олимпијске игре                    | Пекинг, Кина                  | 2.            | Скок удаљ  | 6.91 м           |         |
| 2010   | Афричко првенство                  | Најроби, Кенија               | 1.            | 100 м      | 11.03            |         |
| 2010   | Афричко првенство                  | Најроби, Кенија               | 1.            | Скок удаљ  | 6.62 м           |         |
| 2010   | Афричко првенство                  | Најроби, Кенија               | 1.            | 4 × 100 м  | 43.45            |         |
| 2010   | Континентални куп                  | Сплит, Хрватска               | 3.            | 100 м      | 11.14            |         |
| 2010   | Континентални куп                  | Сплит, Хрватска               | 3.            | 4 × 100 м  | 43.88            |         |
| 2011   | Светско првенство                  | Даегу, Јужна Кореја           | 5.            | 100 м      | 11.12            |         |
| 2011   | Светско првенство                  | Даегу, Јужна Кореја           | Полуфинале    | Скок удаљ  | 6.36 м           |         |
| 2011   | Светско првенство                  | Даегу, Јужна Кореја           | 6.            | 4 × 100 м  | 42.93            |         |
| 2012   | Афричко првенство                  | Порто Ново, Бенин             | 2.            | 100 м      | 11.18            |         |
| 2012   | Афричко првенство                  | Порто Ново, Бенин             | 1.            | Скок удаљ  | 6.96 м           |         |
| 2012   | Олимпијске игре                    | Лондон, Уједињено Краљевство  | 8.            | 100 м      | 11.01            |         |
| 2012   | Олимпијске игре                    | Лондон, Уједињено Краљевство  | Полуфинале    | Скок удаљ  | 6.34 м           |         |
| 2012   | Олимпијске игре                    | Лондон, Уједињено Краљевство  | 4.            | 4 × 100 м  | 42.64            |         |
| 2013   | Светско првенство                  | Москва, Русија                | 6.            | 100 м      | 11.04            |         |
| 2013   | Светско првенство                  | Москва, Русија                | 3.            | 200 м      | 22.32            |         |
| 2013   | Светско првенство                  | Москва, Русија                | 2.            | Скок удаљ  | 6.99 м           |         |
| 2014   | Светско првенство у тркама штафета | Насау, Бахами                 | 4.            | 4 × 100 м  | 42.67            |         |
| 2014   | Игре Комонвелта                    | Глазгов, Уједињено Краљевство | 1.            | 100 м      | 10.85            |         |
| 2014   | Игре Комонвелта                    | Глазгов, Уједињено Краљевство | 1.            | 200 м      | 22.25            |         |
| 2014   | Игре Комонвелта                    | Глазгов, Уједињено Краљевство | 2.            | 4 × 100 м  | 42.92            |         |
| 2014   | Афричко првенство                  | Маракеш, Мароко               | 1.            | 100 м      | 11.00            |         |
| 2014   | Афричко првенство                  | Маракеш, Мароко               | 1.            | 4 × 100 м  | 43.56            |         |
| 2015   | Светско првенство у тркама штафета | Насау, Бахами                 | 7.            | 4 × 100 м  | 42.99            |         |
| 2015   | Светско првенство у тркама штафета | Насау, Бахами                 | 1.            | 4 × 200 м  | 1:30.52          |         |
| 2015   | Светско првенство                  | Пекинг, Кина                  | 8.            | 100 м      | 11.02            |         |
| 2015   | Афричке игре                       | Бразавил, Конго               | 1.            | 4 × 100 м  | 43.10            |         |
| 2016   | Олимпијске игре                    | Рио де Жанеиро, Бразил        | Полуфинале    | 100 м      | 11.09            |         |
| 2016   | Олимпијске игре                    | Рио де Жанеиро, Бразил        | Полуфинале    | 200 м      | 22.69            |         |
| 2016   | Олимпијске игре                    | Рио де Жанеиро, Бразил        | 8.            | 4 × 100 м  | 43.21            |         |
| 2017   | Светско првенство                  | Лондон, Уједињено Краљевство  | Полуфинале    | 100 м      | 11.08            |         |
| 2017   | Светско првенство                  | Лондон, Уједињено Краљевство  | 8.            | Скок удаљ  | 6.55 м           |         |
| 2018   | Игре Комонвелта                    | Гоулд Коуст, Аустралија       | 3.            | 4 × 100 м  | 42.75            |         |
| 2018   | Афричко првенство                  | Асаба, Нигерија               | 1.            | 4 × 100 м  | 43.77            |         |
| 2019   | Афричке игре                       | Рабат, Мароко                 | Квалификације | 100 м      | 11.53            |         |
| 2019   | Афричке игре                       | Рабат, Мароко                 | Квалификације | 4 × 100 м  | 43.49            |         |
| 2019   | Светско првенство                  | Доха, Катар                   | –             | 200 м      | Дисквалификована |         |